# Killer Instinkt
Killer Instinkt (esp. Instinto Asesino) es el primer álbum de la banda austriaca de metal industrial Stahlhammer. El disco fue lanzado originalmente en 1995 por High Gain Records y Fireland. Contó con dos reediciones posteriores en los años 1997 y 1998 por High Gain Records y Metal Mind Records respectivamente.
El disco incluye un cover de la conocida canción de la banda británica Pink Floyd, «Another Brick in the Wall».

## Lista de canciones
| N.º | Título                         | Traducción                     | Duración |  |
| 1.  | «Another Brick in the Wall»    | Otro ladrillo en la pared      | 3:58     |  |
| 2.  | «Nur ein Tier»                 | Solo un animal                 | 3:59     |  |
| 3.  | «Bis daß das Blut gefriert»    | Hasta que la sangre se congele | 4:45     |  |
| 4.  | «Rave Head (Fuckhead-Rave)»    | [ nota 1 ]                     | 1:55     |  |
| 5.  | «Fuckhead»                     | Imbécil                        | 3:46     |  |
| 6.  | «Ein Freund ging nach Amerika» | Un amigo fue a América         | 3:05     |  |
| 7.  | «Killer Instinkt»              | Instinto asesino               | 4:53     |  |
| 8.  | «Psycho»                       | Psicópata                      | 4:07     |  |
| 9.  | «Wakantanka»                   |                                | 4:57     |  |
| 10. | «Verletzt»                     | Lesionado                      | 5:03     |  |
| 11. | «Rache»                        | Venganza                       | 6:37     |  |